# Lincoln Center
El Lincoln Center, també conegut com a Lincoln Center for the Performing Arts és un complex d'edificis de 61.000 m² en la ciutat de Nova York (Estats Units) que serveix de llar a 13 organitzacions artístiques: 
- The Chamber Music Society of Lincoln Center
- Film Society of Lincoln Center
- Jazz at Licoln Center
- The Juilliard school
- Lincoln Center Theater
- The Metropolitan Opera
- New York City Ballet
- New York City Opera
- New York Philharmonic
- David Geffen Hall (prèviament anomenat Avery Fischer Hall)
- The New York Public Library for the Performing Arts
- School of America Ballet
- Lincoln Center for the Performing Arts, Inc.

Va ser construït sota el programa de Robert Moses de renovació urbana en la dècada de 1960 per un consorci dirigit sota la iniciativa de John D. Rockefeller III. Va ser la primera vegada que es van centralitzar grans institucions culturals en una ciutat dels Estats Units. Es troba entre les avingudes Columbus i Amsterdam envoltat pels carrers West 62nd i 66th, en la part de Manhattan que es coneix com a Upper West Side (Part nord-oest).